# IntelliJ IDEA
IntelliJ IDEA är en integrerad utvecklingsmiljö (På engelska: Integrated Development Environment, eller IDE) skriven i Java för mjukvaruutveckling. Det är utvecklat av JetBrains (tidigare kända som IntelliJ), och är tillgängligt som en fri community-version och som kommersiell version. Båda versionerna kan användas för kommersiell utveckling.